# Eparchia dell'Annunciazione
L'eparchia dell'Annunciazione (in latino: Eparchia Annuntiationis Maronitarum) è una sede della Chiesa maronita immediatamente soggetta alla Santa Sede. Nel 2022 contava 80.000 battezzati. È retta dall'eparca Simon Faddoul.

## Territorio
L'eparchia estende la sua giurisdizione sui fedeli maroniti residenti nell'Africa occidentale e centrale.
Sede eparchiale è la città di Ibadan in Nigeria, dove si trova la cattedrale di Nostra Signora dell'Annunciazione.
La maggior parte dei fedeli è concentrata in Nigeria, Costa d'Avorio, Senegal e Camerun; nel 2022 si contavano 12 parrocchie. La parrocchia di Nostra Signora del Libano si trova a Tanghin-Ouagadougou, in Burkina Faso.

## Storia
L'esarcato apostolico dell'Africa occidentale e centrale è stato eretto da papa Francesco il 13 gennaio 2014 con la bolla Patrimonium ecclesiarum, prima circoscrizione ecclesiastica cattolica di una Chiesa di rito orientale istituita nell'Africa subsahariana ad eccezione delle eparchie cattoliche copte.
Il 28 febbraio 2018 l'esarcato apostolico è stato elevato al rango di eparchia con il nome attuale in forza della bolla Qui familiam dello stesso papa Francesco.
L'eparca è anche visitatore apostolico per i fedeli maroniti residenti nell'Africa meridionale.

## Cronotassi
Si omettono i periodi di sede vacante non superiori ai 2 anni o non storicamente accertati.
- Simon Faddoul, dal 13 gennaio 2014

## Statistiche
L'eparchia nel 2022 contava 80.000 battezzati.
| anno | popolazione | popolazione | popolazione | presbiteri | presbiteri | presbiteri | presbiteri                | diaconi | religiosi | religiosi | parrocchie |
| anno | battezzati  | totale      | %           | numero     | secolari   | regolari   | battezzati per presbitero | diaconi | uomini    | donne     | parrocchie |
| ---- | ----------- | ----------- | ----------- | ---------- | ---------- | ---------- | ------------------------- | ------- | --------- | --------- | ---------- |
| 2016 | 66.495      | ?           | ?           | 14         | 10         | 4          | 4.749                     |         | 4         | 2         | 12         |
| 2018 | 70.850      | ?           | ?           | 12         | 10         | 2          | 5.904                     |         | 2         | 3         | 12         |
| 2020 | 74.900      | ?           | ?           | 15         | 12         | 3          | 4.993                     |         | 3         |           | 12         |
| 2022 | 80.000      | ?           | ?           | 13         | 10         | 3          | 6.153                     |         | 3         | 2         | 12         |